# Флавіо Ґулінеллі
Флавіо Ґулінеллі (італ. Flavio Gulinelli; нар. 14 червня 1958) — італійський волейбольний тренер, який нині очолює команду клубу української Суперліги Dmart «Прометей» із Дніпра.

## Життєпис
Народжений 14 червня 1958 року.
На початках своєї кар'єри був помічником головних тренерів (другим тренером) у клубах «Поленґі» (Асті, 1988—1989) та «Максиконо» (Парма, 1989—1992). Востаннє в кар'єрі був другим трером, коли допомагав Бебето — головному тренеру чоловічої збірної Італії в 1997—1999 роках[джерело?]. Після цього тільки очолював різні команди та збірні, зокрема, національні команди Португалії, Словаччини, Єгипту (2015—2016, 2023—2024).
У третій декаді березня 2024 року ЗМІ повідомили, що Флавіо Ґулінеллі звільнили з посади головного тренера чоловічої збірної Єгипту. 

### Клуби
| Клуби             | Роки                       |
| ----------------- | -------------------------- |
| Асті              | 1996–1997, 1999—2002       |
| Кальярі           | 2002–2003                  |
| Санта Кроче       | 2003–2004                  |
| Больцано          | 2004–2005                  |
| Тав'яно           | 2005–2006, 2018—2019       |
| Андреолі          | 2006–2008                  |
| Вібо Валентія     | 2008—2009                  |
| Іракліс           | 2008—2009                  |
| Галкбанк          | 2009–2010                  |
| Олімпіакос        | 2010–2011                  |
| Кастеллана Ґротте | 2011, 2012—2013, 2020—2022 |
| Кунео             | 2011—2012                  |
| Пеймар Воллей     | 2019—2020                  |

### Досягнення
- володар Кубка чемпіонів ЄКВ (1): 1989 (2-й тренер)[2],
- фіналіст Кубка України 2024